# Жидиље
Жидиље је насеље у Србији у општини Деспотовац у Поморавском округу. Према попису из 2022. било је 39 становника.
Овде се налазе Запис липа код дома (Жидиље) и Запис Марјановића крушка (Жидиље).

## Порекло становништва
Подаци датирају из 1926. г.
Село је помештано било је у Селишту испод данашњег села, па се отуда поместило овамо из непознатог узрока. Власи су се доселили пре Срба, они су и бољи положај заузели.
У Влашкој су Мали:
- Вујићи (35 к., Св. Никола); дошли из Ердеља.
- Првуловићи (35 к., Св. Јован); доселили се из Црне Реке.
- Мурџиловићи (35 к., Св. Ђорђе и Алимпије); дошли из Хомоља.
- Боровци (5 к., Св. Арханђел); дошли из Хомоља.

У Српској су Мали:
- Лекићи (35 к., Св. Петка); доселили се око 1850. г. из Мутнице код Параћина.
- Омољци (10 к., Св. Трифун); дошли из Шарбановца у ]Тимоку.
- Малечкановићи (5 к., Св. Атанасије); не зна се одакле су.

## Демографија
У насељу Жидиље живи 131 пунолетни становник, а просечна старост становништва износи 45,7 година (45,3 код мушкараца и 46,2 код жена). У насељу има 55 домаћинстава, а просечан број чланова по домаћинству је 2,87.
Ово насеље је великим делом насељено Србима (према попису из 2002. године).
|  |

| Демографија | Демографија | Демографија |
| Година      | Становника  | Становника  |
| ----------- | ----------- | ----------- |
| 1948.       | 405         |             |
| 1953.       | 668         |             |
| 1961.       | 512         |             |
| 1971.       | 228         |             |
| 1981.       | 250         |             |
| 1991.       | 116         | 114         |
| 2002.       | 158         | 209         |

| Етнички састав према попису из 2002.‍ | Етнички састав према попису из 2002.‍ | Етнички састав према попису из 2002.‍ | Етнички састав према попису из 2002.‍ | Етнички састав према попису из 2002.‍ |
| ------------------------------------ | ------------------------------------ | ------------------------------------ | ------------------------------------ | ------------------------------------ |
|                                      |                                      |                                      |                                      |                                      |
| Срби                                 | Срби                                 |                                      | 149                                  | 94,30%                               |
| Румуни                               | Румуни                               |                                      | 4                                    | 2,53%                                |
| Власи                                | Власи                                |                                      | 3                                    | 1,89%                                |
| Руси                                 | Руси                                 |                                      | 1                                    | 0,63%                                |
| непознато                            | непознато                            |                                      | 0                                    | 0,0%                                 |

| Година пописа     | 1948. | 1953. | 1961. | 1971. | 1981. | 1991. | 2002. |
| ----------------- | ----- | ----- | ----- | ----- | ----- | ----- | ----- |
| Број домаћинстава | 93    | 139   | 160   | 49    | 61    | 35    | 55    |

| Број чланова      | 1  | 2  | 3 | 4 | 5 | 6 | 7 | 8 | 9 | 10 и више | Просек |
| ----------------- | -- | -- | - | - | - | - | - | - | - | --------- | ------ |
| Број домаћинстава | 12 | 20 | 7 | 4 | 5 | 5 | 2 | 0 | 0 | 0         | 2,87   |

| Пол    | Укупно | Неожењен/Неудата | Ожењен/Удата | Удовац/Удовица | Разведен/Разведена | Непознато |
| ------ | ------ | ---------------- | ------------ | -------------- | ------------------ | --------- |
| Мушки  | 74     | 20               | 43           | 9              | 2                  | 0         |
| Женски | 60     | 5                | 42           | 13             | 0                  | 0         |
| УКУПНО | 134    | 25               | 85           | 22             | 2                  | 0         |

| Пол    | Укупно                    | Пољопривреда, лов и шумарство | Рибарство                            | Вађење руде и камена | Прерађивачка индустрија       |
| ------ | ------------------------- | ----------------------------- | ------------------------------------ | -------------------- | ----------------------------- |
| Мушки  | 37                        | 12                            | 0                                    | 18                   | 4                             |
| Женски | 21                        | 18                            | 0                                    | 1                    | 1                             |
| УКУПНО | 58                        | 30                            | 0                                    | 19                   | 5                             |
| Пол    | Производња и снабдевање   | Грађевинарство                | Трговина                             | Хотели и ресторани   | Саобраћај, складиштење и везе |
| Мушки  | 1                         | 0                             | 0                                    | 0                    | 0                             |
| Женски | 0                         | 0                             | 0                                    | 0                    | 0                             |
| УКУПНО | 1                         | 0                             | 0                                    | 0                    | 0                             |
| Пол    | Финансијско посредовање   | Некретнине                    | Државна управа и одбрана             | Образовање           | Здравствени и социјални рад   |
| Мушки  | 0                         | 0                             | 1                                    | 0                    | 1                             |
| Женски | 0                         | 0                             | 0                                    | 1                    | 0                             |
| УКУПНО | 0                         | 0                             | 1                                    | 1                    | 1                             |
| Пол    | Остале услужне активности | Приватна домаћинства          | Екстериторијалне организације и тела | Непознато            | Непознато                     |
| Мушки  | 0                         | 0                             | 0                                    | 0                    | 0                             |
| Женски | 0                         | 0                             | 0                                    | 0                    | 0                             |
| УКУПНО | 0                         | 0                             | 0                                    | 0                    | 0                             |